# Thousand-yard stare

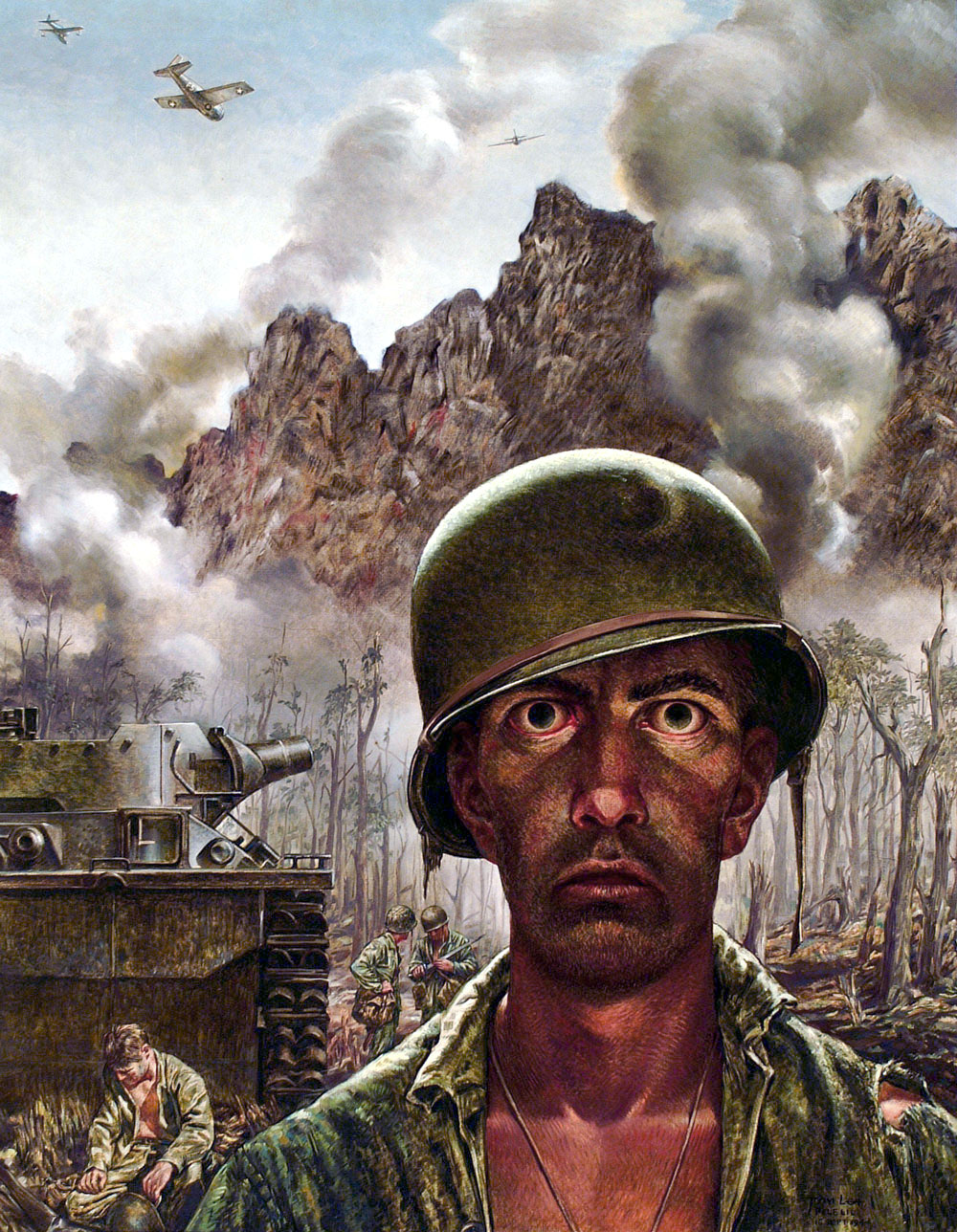
Bức tranh của họa sĩ Thomas Lea mang tên The Two-Thousand Yard Stare

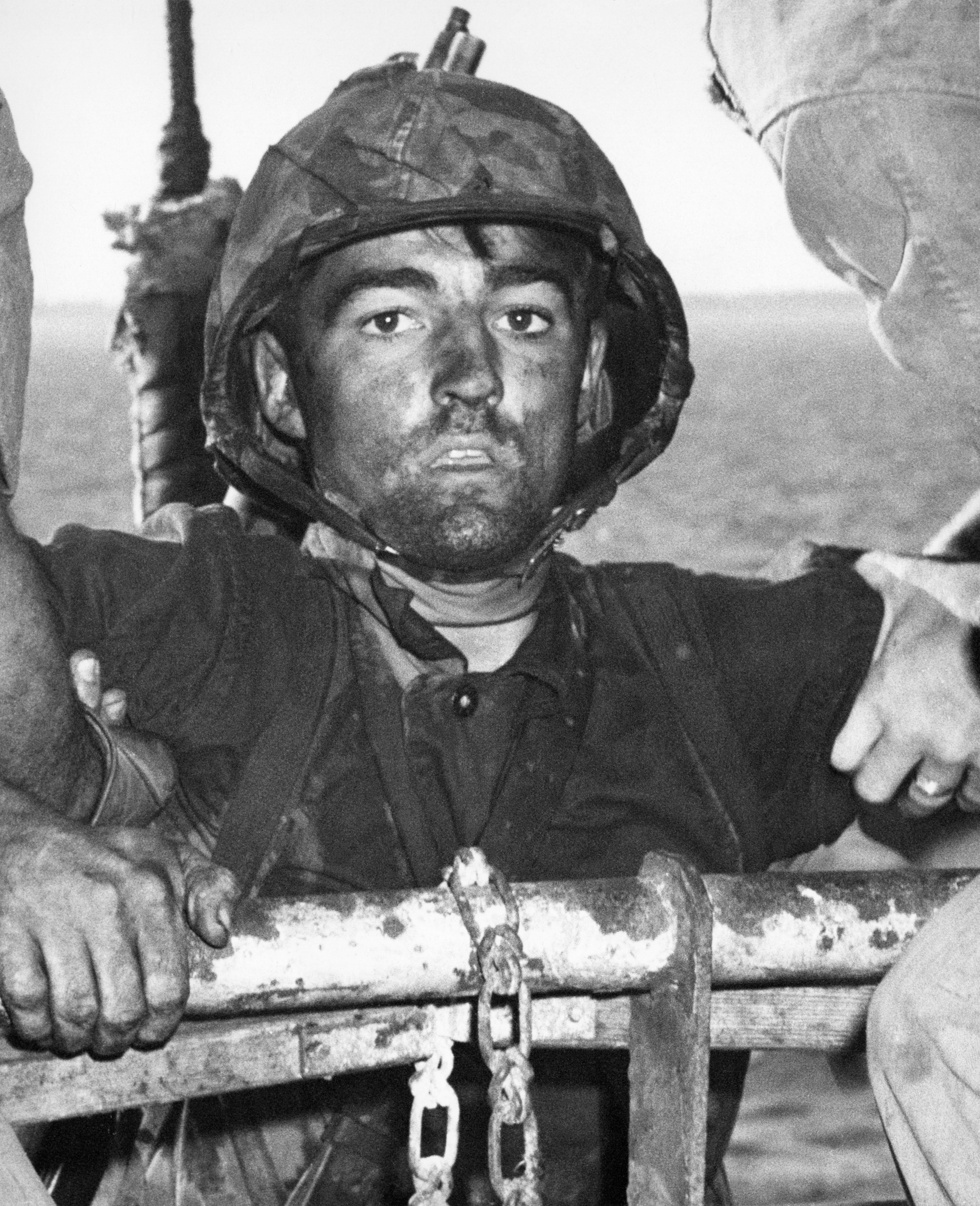
Theodore James Miller - thủy quân lục chiến Hoa Kỳ thể hiện nét mặt kiệt sức, "Cái nhìn chằm chằm ngàn thước Anh" sau hai ngày chiến đấu liên tục trong Trận Eniwetok, tháng 2 năm 1944.

Thousand-yard stare (tạm dịch "Ánh nhìn chằm chằm ngàn thước Anh", còn gọi là sốc vỏ đạn) là một cụm từ thường được sử dụng để mô tả ánh mắt trống rỗng, không tập trung của cựu chiến binh do sang chấn tâm lý. Đôi khi cụm từ được sử dụng một cách tổng quát để mô tả trạng thái "phân ly" của nạn nhân do các chấn thương tâm lý khác không chỉ do chiến tranh.
Thousand-yard stare có thể giống như hiện tượng mà các nhà nghiên cứu y học gọi là phản ứng stress cấp.